# Roupala thomesiana
Roupala thomesiana är en tvåhjärtbladig växtart som beskrevs av Stefano Moricand. Roupala thomesiana ingår i släktet Roupala och familjen Proteaceae. Inga underarter finns listade i Catalogue of Life.